# Lynn Reynolds
Lynn Reynolds (7 de maio de 1889 – 25 de fevereiro de 1927) foi um diretor e roteirista norte-americano. Nascido em Harlan, Iowa, ele dirigiu 81 filmes entre 1915 a 1928, e também escreveu os roteiros para 58 filmes entre 1914 a 1927. Faleceu em Los Angeles, Califórnia.

## Filmografia parcial
- Fast Company (1918)
- Overland Red (1920)
- Bullet Proof (1920)
- Sky High (1922)
- Riders of the Purple Sage (1925)
- The Man in the Saddle (1926)